# Wladislaw Igorewitsch Fokin
Wladislaw Igorewitsch Fokin (russisch Владислав Игоревич Фокин; * 8. Juni 1986 in Tscheljabinsk, Russische SFSR) ist ein russischer Eishockeytorwart, der zuletzt beim HK Jugra Chanty-Mansijsk in der Kontinentalen Hockey-Liga unter Vertrag stand.

## Karriere
Wladislaw Fokin begann seine Karriere 2004 bei der zweiten Mannschaft des HK Traktor Tscheljabinsk in der drittklassigen Perwaja Liga. In der Saison 2006/07 spielte der Torwart bei Neftjanik Leninogorsk in der zweitklassigen Wysschaja Liga. In der nächsten Spielzeit absolvierte er 19 Spiele im Tor des ebenfalls zweitklassigen HK Metschel Tscheljabinsk. Beim HK Traktor Tscheljabinsk stand er zwischen 2008 und 2015 unter Vertrag, erhielt aber weiterhin regelmäßig Einsätze beim HK Tschelmet Tscheljabinsk.
Zwischen Mai 2015 und November 2017 stand Fokin beim HK Jugra Chanty-Mansijsk unter Vertrag.